# Quảng trường Nhà hát (Warszawa)

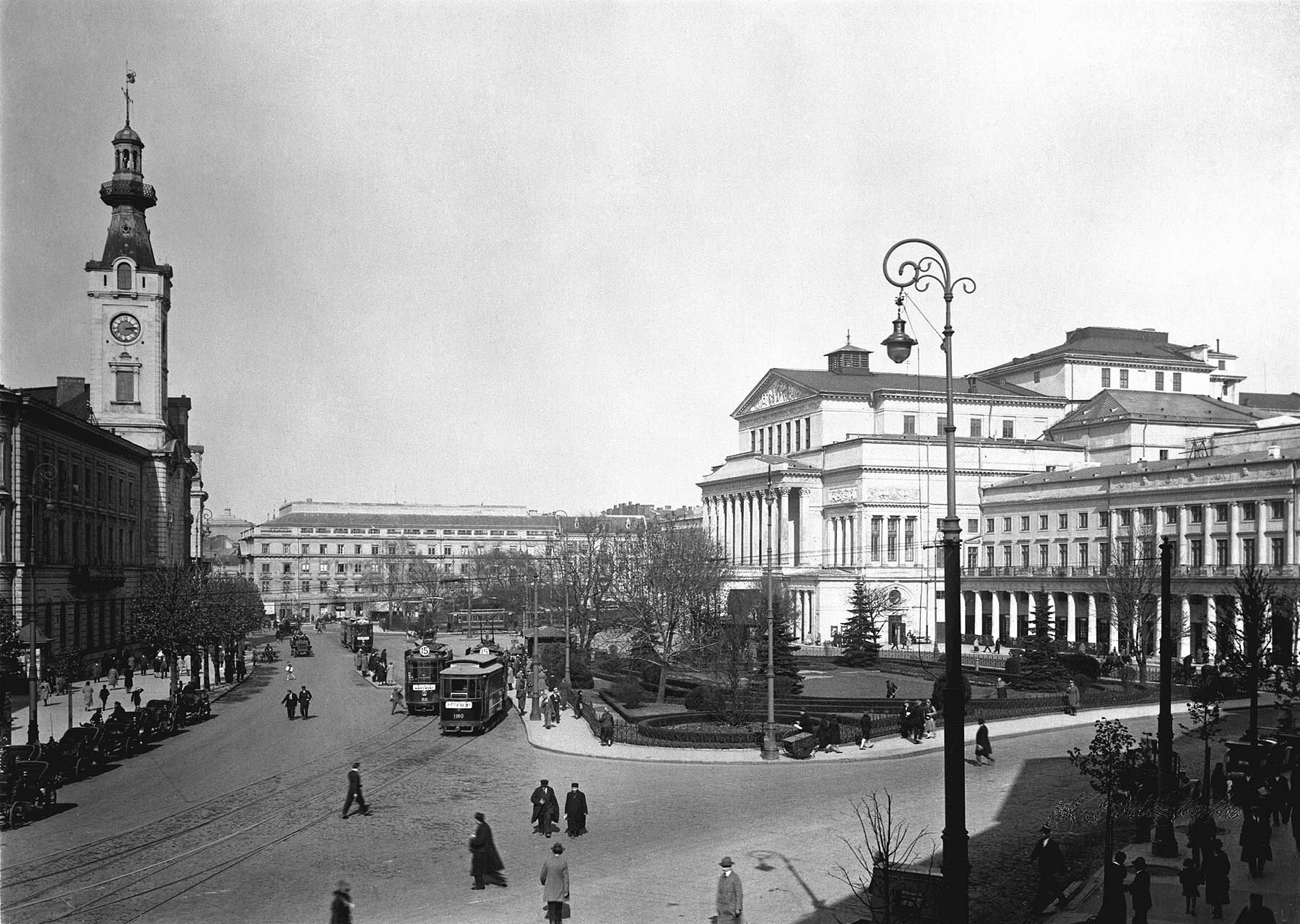
Quảng trường Nhà hát, c. 1925. Cung điện Jabłonowski ở bên trái, Nhà hát lớn ở bên phải

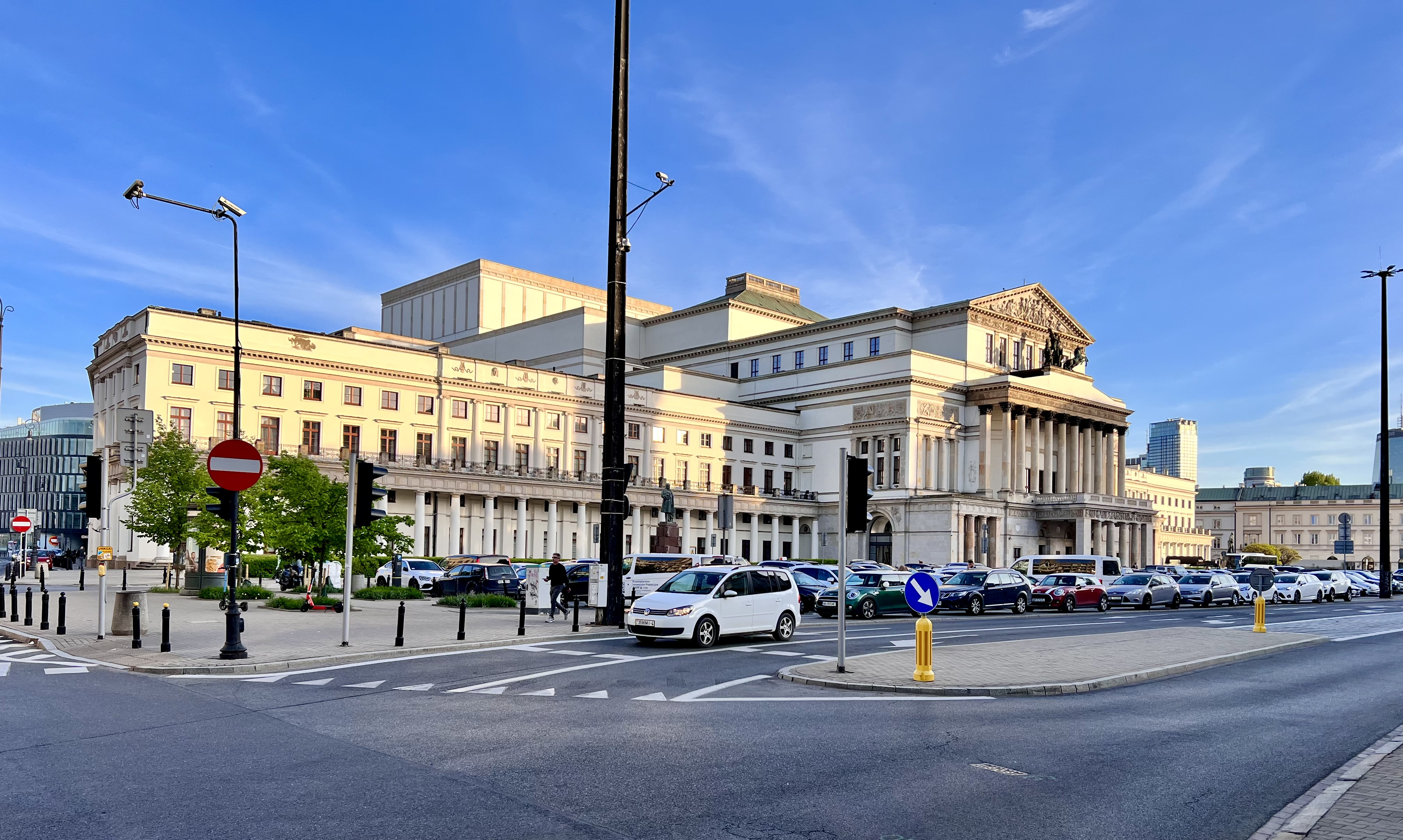
Nhà hát lớn

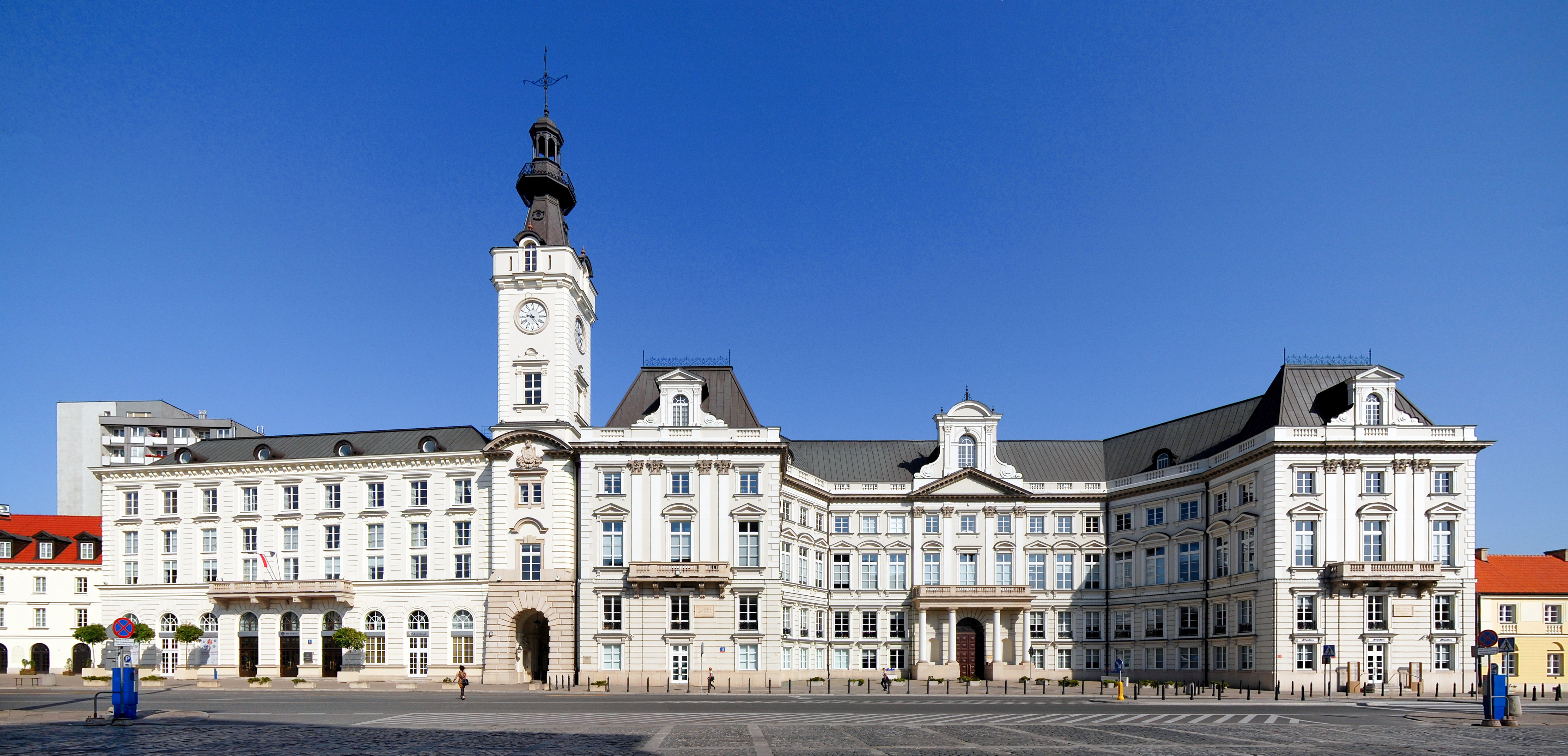
Cung điện Jabłonowski sau khi tái thiết vào năm 1997

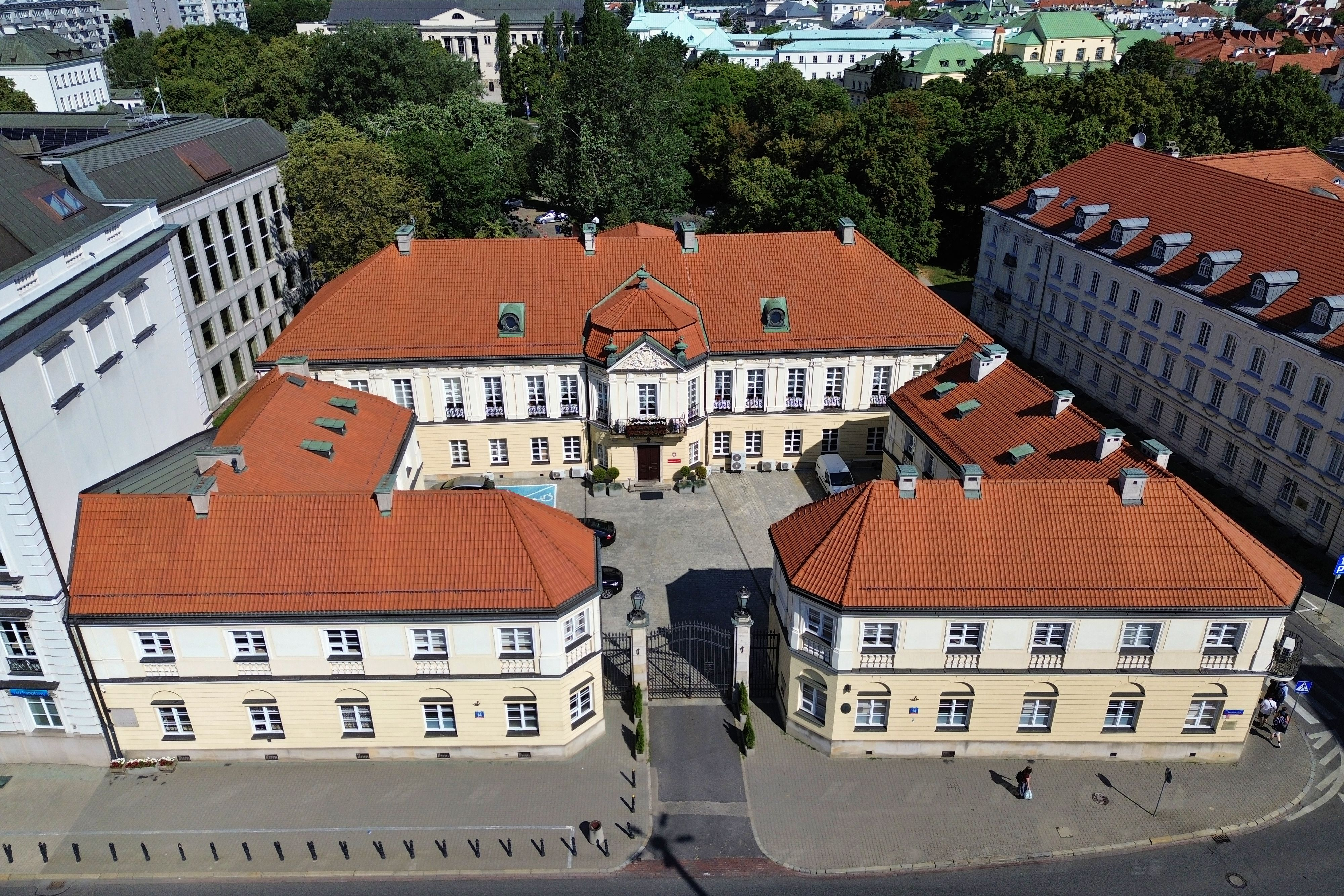
Cung điện trống

Quảng trường Nhà hát (tiếng Ba Lan: plac Teatralny) là một quảng trường lớn ởnằmm quận Śródmieście của Warszawa, Ba Lan. Nó kéo dài từ tòa nhà Nhà hát lớn đến Phố Senatorska.
Nguồn gốc của quảng trường bắt đầu từ đầu thế kỷ 19, khi một quảng trường nhỏ được thành lập vào năm 1818. Từ năm 1825 đến 1832, tòa nhà Nhà hát Lớn được xây dựng. Khi chính quyền thành phố được chuyển đến Cung điện Jabłonowski, quảng trường trở thành một trung tâm của các hoạt động sinh hoạt thành phố. Nhiều cuộc biểu tình yêu nước khác nhau đã diễn ra ở đó, kể cả vào thời điểm khởi nghĩa tháng 1 và Cách mạng năm 1905. Cả hai cuộc biểu tình đều bị chính quyền Nga nghiền nát.
Vào tháng 9 năm 1939, tuyến phòng thủ dân sự của thành phố được đặt trong tòa thị chính. Trong Khởi nghĩa Warszawa năm 1944, quảng trường đã chứng kiến cuộc giao tranh dữ dội giữa những lính Đức Quốc xã và phe đảng Armia Krajowa. Hầu hết các tòa nhà xung quanh đã bị thiệt hại nặng nề hoặc bị phá hủy hoàn toàn. Sau chiến tranh, một số tòa nhà đã được cải tạo, mặc dù tòa thị chính trước chiến tranh thì không. Trong những năm 1990, nó đã được xây dựng lại theo kế hoạch kiến trúc ban đầu.

## Các địa danh
Địa danh trên quảng trường bao gồm:
- Nhà hát lớn (được xây dựng lại năm 1951, 65)
- Cung điện Jabłonowski (được xây dựng lại năm 1995 |
- Cung điện Blank (được đặt theo tên của Piotr Blank, chủ ngân hàng thuộc vị vua cuối cùng của Cộng hòa Litva Ba Lan, Stanisław August Poniatowski)
- Nhà thờ Thánh Albert và Andrew (Kościół w. Brata Alberta I św. Apzeja Apa - một nhà thờ cho các cộng đồng sáng tạo Warsaw), được xây dựng lại vào năm 1999)
- Nhà Petyskusa (Kamienica Petyskusa), được xây dựng lại vào năm 1950
- Kinh tuyến Warszawa (một điểm đánh dấu đường kinh tuyến, được thiết lập vào năm 1880 - kể từ khi được thay thế bởi Giờ chuẩn Greenwich)